# 預金保険
預金保険（よきんほけん、英: deposit insurance）とは、金融機関が破綻した際に、その金融機関に預けている預金を保護する保険の一種である。預金者を保護するのみならず、取り付け騒ぎを防ぐ等、システミック・リスクに対応し、金融システムをも保護するプルーデンス政策の一つの柱であるため、政府に支援された機関によって運営されている事が多い。
金融機関は付保預金に対して一定の率で運営機関に保険料を支払うことになる(言い替えれば、金融機関は預金の利率を保険料分預金保険機関に支払っていることになる)。金融機関が破綻したときは保険事故となり、その付保預金相当分が保険金として支出されることになる。支出の方法は一番本義に近いものとしては預金者に直接保険金支払を行う物でペイオフと呼ばれる。しかしながら、金融機能の停止は社会的に影響が大きいので、保険金の支払相当を援助して、健全な金融機関に吸収合併させ、保護される預金をその金融機関に移転させる処理に重点を置く国もある。預金の保護には、支出の上限を設けるという理由の他に、預金が保護されるのを前提に経営内容に不安のある高利で預金を集める金融機関に預金するという預金者のモラル・ハザードを防ぐ意味で、金額の上限を設けられている。
なお、資金援助方式の場合定額保護を行うことをペイオフコスト内の資金援助とすることから、日本では一時的に行っていた全額保護から定額保護へ移行することをペイオフ解禁と言う。

## 歴史
中央銀行の設立が遅かった(1913年に連邦準備制度設立)アメリカでは、1829年ニューヨーク州で銀行券と預金を保護するために銀行に資本金を拠出させ州政府が運営する基金を設立した。その後多くの州で同様の制度が整備されたが、州単位であったことと全額保護を行っていたことにより世界恐慌の時に破綻してしまった。その後、現在のような形の預金保険制度としてアメリカでグラス・スティーガル法により、1934年に連邦預金保険公社が設立された。特徴的なことは保険制度と位置付けた事、保護する上限を設けた事、金融機関の監督権限を持たせたこと、アメリカ全土で運営することによりリスクの分散を計ったことである。これが各国の預金保険の基本的な枠組となっている。
日本では、早くからアメリカの預金保護制度が紹介されていたものの、世界恐慌時に銀行の統制を強化する方向で預金者の保護をはかり、その後護送船団方式となったため長らく顧みられることは無かった。だが、戦後の復興が進み金融機関の体力差が出て来たことと、金融の自由化・国際化の観点から検討が始まりその結果、1971年(昭和46年)7月1日に預金保険機構が設立された。なお、農業協同組合の貯金に関しては、農水産業協同組合貯金保険機構が同様の業務を行っている。
なお、各国での預金保険機関の設立年代は
- アメリカ 1934年
- カナダ 1967年
- イギリス 1982年
- 韓国 1996年
- ベトナム 1999年

であり、2002年に設立された国際預金保険協会加盟の預金保険機関は51カ国の52機関にのぼっている。

## 日本での預金保険制度
当座預金や利息のつかない普通預金は決済用預金として全額保護される。利息のつく普通預金や定期預金などは1金融機関につき預金者1人あたり1,000万円までとその利息などが保護される。
|                          | 預金等の分類             | 保護の範囲 | |
| ------------------------ | ------------------------ | --- | --- |
| 預金保険の対象預金など   | 決済用預金               | 1. 当座預金 2. 利息のつかない普通預金など | 全額保護（恒久処置） |
| 預金保険の対象預金など   | 一般預金など             | 1. 利息のつく普通預金 2. 定期預金 3. 定期積金 4. 別段預金 5. 通知預金 6. 納税準備預金 7. 貯蓄預金 8. 掛け金 9. 元本補填のある金銭受託（ビッグなど） 10. 金融債（ワイドなどの保護預かり専用商品に限る） 11. 財形貯蓄商品 12. 確定拠出年金                                                                          | 合算して元本1,000万円までとその利息等の保護（1,000万円を超える部分であっても、破綻した金融機関の財産の状況に応じて支払われるが、少ないと減額される可能性がある） |
| 預金保険の対象外預金など | 預金保険の対象外預金など | 1. 外貨預金 2. 譲渡性預金 3. オフショア預金 4. 日本銀行からの預金（国庫金を除く） 5. 金融機関からの預金（確定拠出年金の積立金の運用部分を除く） 6. 預金保険機構からの預金 7. 無記名預金 8. 他人または架空名義預金 9. 導入預金 10. 元本補填のない金銭受託（ヒットなど） 11. 金融債（保護預かり専用商品以外のもの） | 保護対象外（但し金融機関の財産の状況に応じて支払われるが、少ないと減額される可能性がある）                                                                       |